# 浅草下町通交番 子連れ巡査の捜査日誌
『浅草下町通交番 子連れ巡査の捜査日誌』（あさくさしたまちどおりこうばん こづれじゅんさのそうさにっし）は、2013年から2014年までテレビ東京・BSジャパン共同制作「水曜ミステリー9」で放送されたテレビドラマシリーズ。全2回。主演は山口智充。

## 登場人物

### 警視庁東浅草警察署
佐武純平
演 - 山口智充
浅草下町通交番の巡査長。娘のはなを男手ひとつで育てている。
加地拓
演 - 米原幸佑
浅草下町通交番の新米巡査。
柳田英俊
演 - 内藤剛志
刑事課長。警部。

### その他
佐武はな
演 - 久家心
純平と栞の娘。小学生。
水口晴子
演 - 藤田弓子
食事処酒肴「水口食堂」店主。純平父子の下宿大家。

### ゲスト
第1作「浅草〜京都連続殺人 消えた母娘と5000万の謎…育メンお巡りが解く5年前の衝撃真実」（2013年）
- 等々力里奈（警視庁捜査一課 警部補） - 田中美里
- 小林弘美（屋形船 浅草橋「三浦屋」従業員で雄輔の恋人・一人娘が病死・本名「藤代亜希」） - 中山忍
- 辰巳雄輔（屋形船 浅草橋「三浦屋」三代目・純平の幼馴染） - 東根作寿英
- 北見麻里子（クラブ「ロイヤル」元ホステス・5年前に大西を殺害し2週間前に出所） - 三津谷葉子
- 水野克洋（警視庁捜査一課 巡査部長） - 少路勇介
- 小堀（落語家） - 桂茶がま
- 遠藤美由紀（小料理「京風月」女将） - 久世星佳
- 森崎智矢（ファミレス「あさくま」チェーンを展開する「ミラクルフードサービス」専務取締役） - 内田健介
- 大西征郁（経営コンサルタント・5年前刺殺） - 吉満涼太
- 森崎景子（智矢の妻・ミラクルフードサービス 社長） - ふるたこうこ
- 川上美穂（ファミレス「あさくま」東浅草店店長・智矢と不倫関係） - 佐藤美貴
- 峰岸一男（人形職人 兼 「あさくま」警備員などアルバイト・一人娘が米国在住） - 小野武彦

第2作「育児も仕事も全力！弱者狙う貧困ビジネス疑惑のシングル母に一目惚れ!? 熱血お巡りさんが暴く連続殺人の黒幕」（2014年）
- 長谷川貴子（浅草福祉センター ケースワーカー） - 安めぐみ
- 前島和也（前島法律事務所 弁護士） - 大浦龍宇一（幼少期：松本晴琉）
- 砂田冬吉（アパート「今田荘」住人・元鳶職人） - 品川徹
- 鈴木早苗（前島法律事務所 秘書） - 黒坂真美
- 吉永智彦（NPO法人「しあわせの手」代表） - 冨家規政
- 今田金男（アパート「今田荘」大家） - 中西良太
- 仲本（刑事） - 内野謙太
- 植木（水口食堂の客） - 小倉一郎
- 喫茶店マスター - 深見亮介
- 犬塚ミツオ（おみやげ店店主） - 福田転球
- 安田誠（ホームレス） - 剛州
- 水口食堂の客 - 蔵内秀樹、エマミ・シュン・サラミ（デスペラード）
- 高梨真理奈（生活保護受給者） - 広山詞葉
- 佐藤貴志（生活保護受給者） - 服部桂吾
- ケースワーカー - 是近敦之
- 釣り人 - 伊藤昌一
- 真理奈の恋人 - 永田彬
- 鑑識 - 若林秀俊
- 小林光江（身寄りがない病気がちな老女・4年前死亡） - 二宮弘子
- 酔っ払い - 前田こうしん
- 長谷川翔太（貴子の息子・はなの同級生） - 小山颯（幼少期：手塚涼太）
- ホームレス - 成瀬労
- 住職 - 中村直太郎
- 砂田好子 - 加藤まゆ美
- 三沢準（浅草中央警察署刑事課 警部補） - 鈴木一真

## スタッフ
- 脚本 - 門馬隆司（第1作）、安井国穂
- 監督 - 児玉宜久
- 技術協力 - アップサイド
- 照明協力 - Kカンパニー
- 美術協力 - 京映アーツ
- ポスプロ - 松竹映像センター
- チーフプロデューサー - 小川治（第1作）、橋本かおり（第2作）
- プロデューサー - 山鹿達也、嶋村希保
- 製作協力 - 松竹撮影所東京スタジオ
- 製作 - テレビ東京、BSジャパン、松竹

## 放送日程
| 話数 | 放送日        | サブタイトル                                                                                          | 脚本              | 監督     | 視聴率 |
| ---- | ------------- | --- | ----------------- | -------- | ------ |
| 1    | 2013年7月24日 | 浅草〜京都連続殺人 消えた母娘と5000万の謎…育メンお巡りが解く5年前の衝撃真実                           | 門馬隆司 安井国穂 | 児玉宜久 | 8.5%   |
| 2    | 2014年6月04日 | 育児も仕事も全力！弱者狙う貧困ビジネス疑惑のシングル母に一目惚れ!? 熱血お巡りさんが暴く連続殺人の黒幕 | 安井国穂          | 児玉宜久 | 6.3%   |

- 視聴率はビデオリサーチ調べ、関東地区・世帯